# Amtala
Amtala là một thị trấn thống kê (census town) của quận South Twentyfour Parganas thuộc bang Tây Bengal, Ấn Độ.

## Địa lý
Amtala có vị trí 23°55′B 88°27′Đ / 23,92°B 88,45°Đ Nó có độ cao trung bình là 16 mét (52 feet).

## Nhân khẩu
Theo điều tra dân số năm 2001 của Ấn Độ, Amtala có dân số 7599 người. Phái nam chiếm 52% tổng số dân và phái nữ chiếm 48%. Amtala có tỷ lệ 73% biết đọc biết viết, cao hơn tỷ lệ trung bình toàn quốc là 59,5%: tỷ lệ cho phái nam là 80%, và tỷ lệ cho phái nữ là 66%. Tại Amtala, 11% dân số nhỏ hơn 6 tuổi.